# スパルタカス (宝塚歌劇)
『スパルタカス』は、宝塚歌劇団によって制作されたミュージカル作品。花組公演。形式名は「ミュージカル・トラジディ」。本公演は18場。作・演出は小原弘稔。本公演における併演作品は『白扇花集』。安寿ミラ・森奈みはるの宝塚大劇場・トップコンビお披露目公演であった。

## 公演期間と公演場所
- 1992年2月14日 - 3月24日（新人公演：3月6日）　宝塚大劇場[1][3]
- 1992年6月4日 - 6月28日（新人公演：6月16日）　東京宝塚劇場[2][3]

## 解説
※ 『宝塚歌劇100年史（舞台編）』の宝塚大劇場公演参考。
紀元前のローマ共和国で起こったスパルタクスの反乱を題材とする（『スパルタカス』はハリウッド映画などで用いられる英語読み）。奴隷の身分でありながら、叛乱軍を組織し、奴隷解放運動のために立ち上がった英雄スパルタカスの激動の半生を描く。
捕虜奴隷から剣闘士となったスパルタカスは、軍政官のサビヌスをもてなす試合で超一流の剣闘士に勝つ。彼はトラキア軍最高の戦士だった。スパルタカスを長に、剣闘士と奴隷たちは一大奴隷軍を組織して立ち上がる。

## スタッフ（本公演）
※ 氏名の後ろに「宝塚」「東京」の文字がなければ両劇場共通。
- 作曲・編曲：寺田瀧雄・高橋城
- 音楽指揮：岡田良機（宝塚）、伊沢一郎（東京）
- 振付：羽山紀代美・尚すみれ・山田卓
- 装置：石濱日出雄・関谷敏昭
- 衣装：任田幾英
- 照明：今井直次
- 小道具：万波一重
- 効果：中屋民生
- 音響監督：松永浩志
- 演技指導：美吉左久子
- 演出補：石田昌也
- 演習助手：中村一徳
- 制作：市橋信男
- 製作担当：津村健二（東京）

## 主な配役
※ 氏名の前に「宝塚」、「東京」の文字がなければ両劇場共通。「（　）」は新人公演の配役。
- スパルタカス(元トラキア軍の捕虜奴隷。剣闘士) - 安寿ミラ [1]（紫吹淳 [3]）
- サビヌス(ローマ貴族の軍政官。最高執政官の野望を抱く) - 真矢みき [1]（匠ひびき [3]）
- ルシア(ブリント人の女奴隷。スパルタカスを愛する娘) - 森奈みはる [1]（月影瞳 [3]）
- カルビラ(サビヌスの妹。スパルタカスに恋する娘) - 華陽子 [1]（妃宮玲子 [3]）
- ジュリアス・シーザー(サビヌスの競争相手で、最高執政官を志す若き軍団長) - 愛華みれ [1]（初風緑 [3]）
- パオロ(サビヌスの召使い。後にスパルタカスの忠実な部下となる) - 真琴つばさ [1]（伊織直加 [3]）
- アルビニス(剣闘士を養成する富豪の商人) - 未沙のえる [1]（大伴れいか [3]）
- ルベリウス(ローマ最高執政官で元老院議員) - 磯野千尋 [5]（夏城令 [3]）
- パブリアス(サビヌスの部下の百人隊長。シーザーの腹心でもある) - 天地ひかり [6]（宝塚：?、東京：?）
- バロマー(残忍な剣闘士養成教師) - 橘沙恵 [6]（姿月あさと [3]）
- テーティニアス(好色なローマ貴族) - 大舞夏織 [6]（宝塚：?、東京：?）
- レイチェル(アルビニスの娘アビヌスに恋している) - 詩乃優花 [1]（萌水せりか [3]）
- ベラ(女奴隷。スパルタカスに惚れている) - 峰丘奈知 [6]（宝塚：彩ひろみ、東京：秋吉あかね [3]）
- ガザ(一流剣闘士) - 宝樹芽里 [6]（宝塚：?、東京：?）
- リビウス(剣闘士) - 紫吹淳 [6]（宝塚：?、東京：?）
- ピト(剣闘士) - 匠ひびき [6]（宝塚：?、東京：?）
- ポーシャ - 美月亜優[6]（朝風ゆき）